# Ligne Boutovskaïa
La ligne Boutovskaïa (en russe : Бутовская линия) est la douzième ligne du métro de Moscou. Elle est composée de sept stations et s'étend sur 10 km. Elle fut ouverte le 27 décembre 2003 et fut prolongée le 27 février 2014.

## Histoire

### Chronologie
| Segment                                        | Date d'ouverture | Longueur |
| ---------------------------------------------- | ---------------- | -------- |
| Oulitsa Starokatchalovskaïa–Bouninskaïa alleïa | 27 décembre 2003 | 4.4 km   |
| Bittsevsky Oulitsa Starokatchalovskaïa         | 27 février 2014  | 5.6 km   |
| Total                                          | 7 Stations       | 10 km    |

## Caractéristiques

### Stations et correspondances
|  |   |  | Station                     | Lieu              | Correspondance                          |
|  | - |  | --------------------------- | ----------------- | --------------------------------------- |
|  | o |  | Bittsevski park             | Iassenevo         | via la station Novoïassenevskaïa        |
|  | • |  | Lessoparkovaïa              | Severnoïe Boutovo |                                         |
|  | o |  | Oulitsa Starokatchalovskaïa | Severnoïe Boutovo | via la station Boulvar Dmitria Donskogo |
|  | • |  | Oulitsa Skobelevskaïa       | Ioujnoïe Boutovo  |                                         |
|  | • |  | Boulvar Admirala Ouchakova  | Ioujnoïe Boutovo  |                                         |
|  | • |  | Oulitsa Gortchakova         | Ioujnoïe Boutovo  |                                         |
|  | • |  | Bouninskaïa alleïa          | Ioujnoïe Boutovo  |                                         |

### Signalisation
Les principaux systèmes de signalisation sur la ligne sont ALS-ARS (signalisation automatique de locomotive avec régulation automatique de vitesse) et en cas de panne un système de blocage automatique.

## Développements récents et futurs
Il est prévu de prolonger la ligne jusqu'à la station Novokourianovo, et également au nord jusqu'à Bittsevski park, avec une jonction sur la ligne Kaloujsko-Rijskaïa au nord. En 2009, on a prévu la construction d'une voie cul-de-sac pour faire demi-tour, dans le quartier de la station Oulitsa Starokatchalovskaïa.

## Galerie

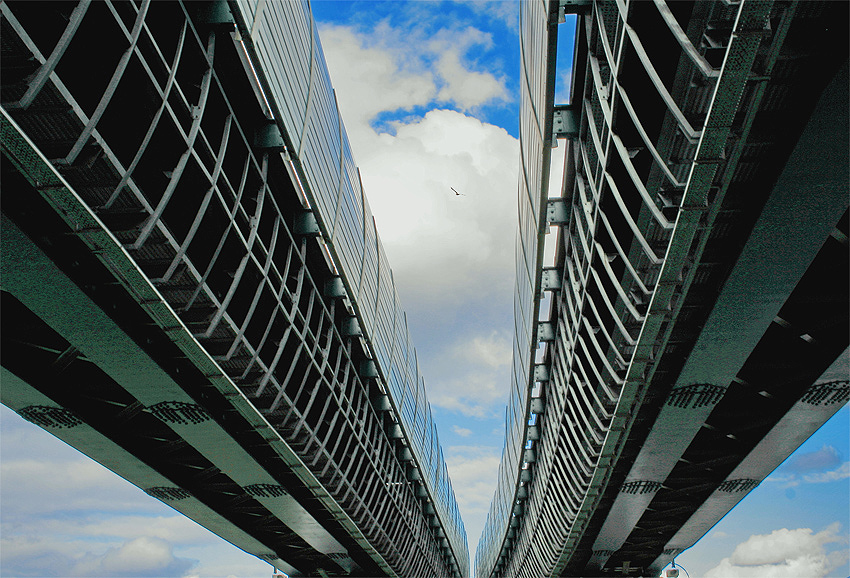
Voie surélevée de la ligne Boutovskaïa
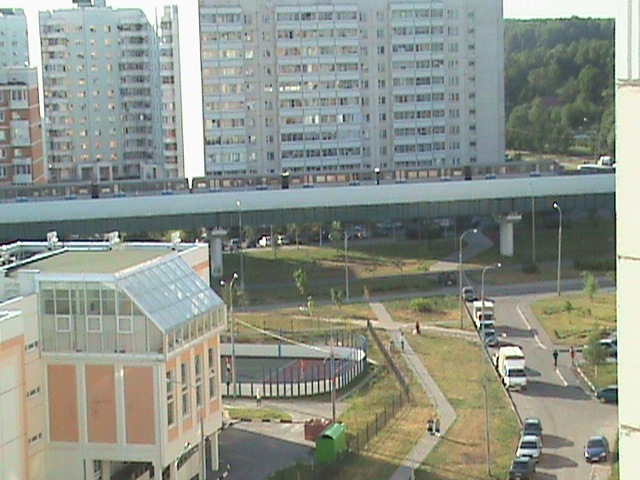
Segment entre les stations Oulitsa Starokatchalovskaïa et Oulitsa Skobelevskaïa. 22 juin 2007
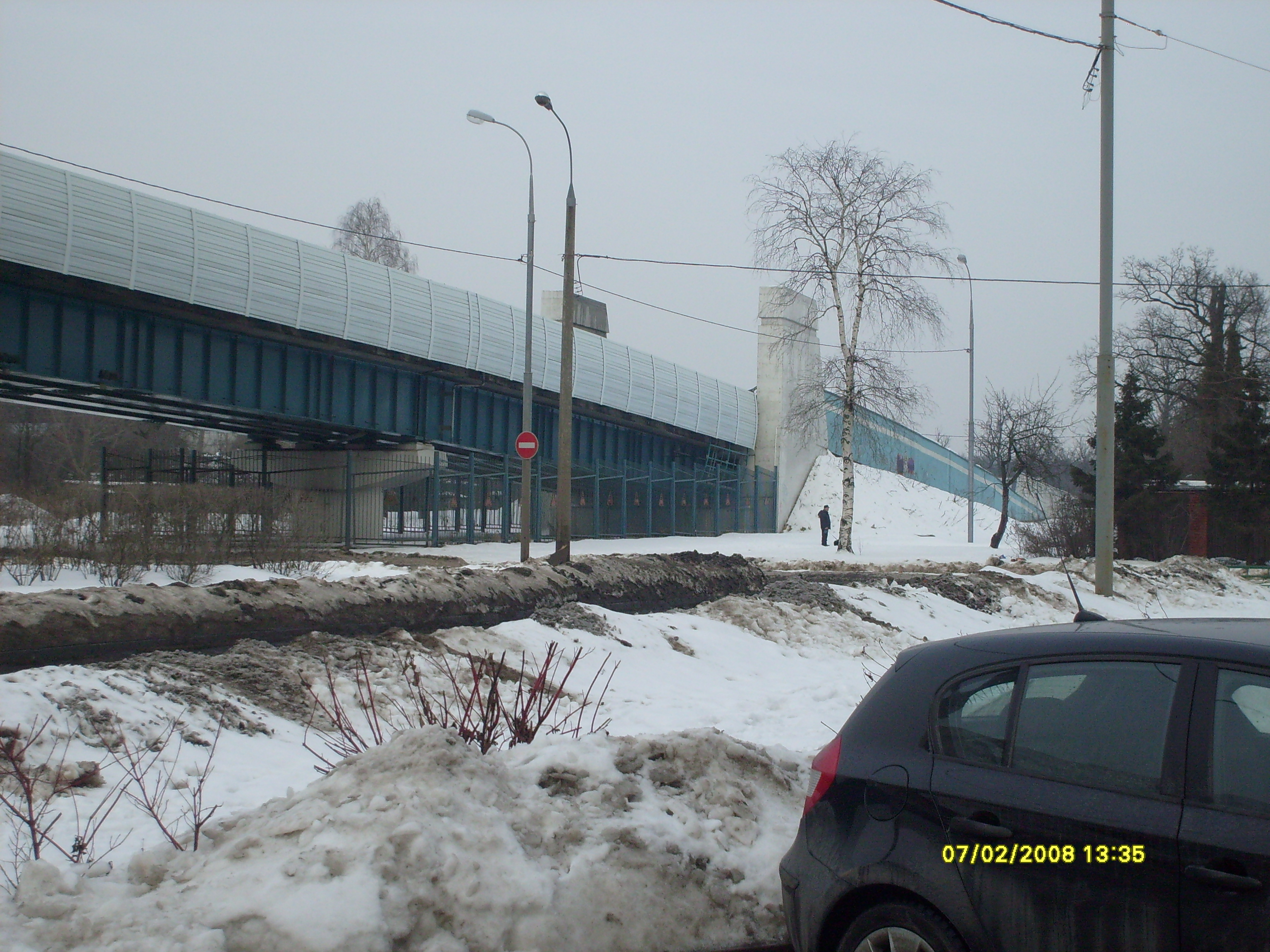
Entrée dans le tunnel sur le segment Oulitsa Starokatchalovskaïa et Oulitsa Skobelevskaïa. 7 février 2008